# GN-z11
GN-z11, fino alla scoperta di HD1, era considerata la galassia più distante dalla Terra nell'universo osservabile, identificata con un redshift di z = 11,09 (poi corretto dal JWST in z = 10,6) grazie ai dati spettroscopici, che corrisponde a 400 milioni di anni dopo il Big Bang. La galassia è stata scoperta dal gruppo di lavoro dello Space Telescope Science Institute, utilizzando il telescopio Hubble in orbita terrestre bassa, tuttora attivo, della NASA e dell'ESA.
La galassia è stata anche studiata confrontando le informazioni raccolte dal telescopio spaziale Spitzer.
Il gruppo di ricercatori, nell'ambito dei progetti CANDELS (Cosmic Assembly Near-infrared Deep Extragalactic Legacy Survey) e GOODS, è riuscito a sfruttare la Wide Field Camera 3 (WFC3) installata su Hubble per misurare con precisione la distanza di GN-z11.
All'inizio del 2023 il telescopio spaziale JWST ha osservato la galassia e ha riportato un redshift conclusivo pari a Z = 10.6034 ± 0.0013
La galassia che deteneva il record precedente si chiama EGSY8p7 e ha un redshift di 8,68.
GN-z11 ci appare come una giovane galassia di piccole dimensioni, circa 25 volte più piccola della Via Lattea e le sue stelle sono l'uno percento della massa della nostra galassia. Nonostante ciò è una galassia piuttosto luminosa grazie ad un tasso di formazione stellare 20 volte maggiore a quello della Via Lattea, nella quale attualmente si formano non più di 1-2 nuove stelle all'anno. Inoltre l'età delle stelle di GN-z11 è stimata attorno ai 40 milioni di anni e ciò significa che la galassia formava nuove stelle piuttosto rapidamente.
La scoperta di una galassia così luminosa, situata in un'epoca della vita dell'Universo che precede di circa 150 milioni di anni EGSY8p7, costringe a rivedere le attuali teorie sulla formazione delle prime galassie.  È plausibile che sia il Telescopio spaziale Hubble che il Telescopio spaziale James Webb (lanciato il 25 dicembre 2021) possano scoprire altre galassie simili, se non ancor più remote, formatesi a ridosso del periodo della formazione delle prime stelle, subito dopo il termine della cosiddetta "epoca oscura" (dark ages) dell'Universo, poco prima dell'inizio della fase della reionizzazione.

## Conferma spettroscopica
La conferma della sua esistenza e una misura più precisa della sua distanza è stata ottenuta a fine 2020 con osservazioni effettuate col telescopio Keck I sul monte Mauna Kea ed il telescopio Subaru, a gestione giapponese.
Il telescopio spaziale JWST ha osservato la galassia e ha riportato un redshift conclusivo pari a Z = 10.6034 ± 0.0013.
La presenza di sacche gassose di elio nell'alone che circonda GN-z11, rilevate spettroscopicamente dal JWST nel 2023, unitamente all'assenza di elementi chimici più pesanti, fanno supporre una probabile formazione di stelle di Popolazione III che potrebbero prodursi nell'alone suddetto.